# Gothic Festival Waregem
Gothic Festival Waregem (vaak kortweg Gothfest genoemd) was een muziekfestival dat gehouden werd in de Belgische stad Waregem. De nadruk lag op gothic- en newwavebands. Het festival bestond sinds 2006. Het was begonnen als eendaags festival, maar groeide al snel uit tot een driedaags evenement. Het festival werd gehouden in Waregem Expo.
In 2011 verhuisde Gothfest naar Kortrijk, en ging verder onder de naam Shadowplay.

## Programma afgelopen jaren
- 2006:

Garden of Delight, Haggard, Rosa Crux, Lacrimosa
- 2007:

Agonoize, All Gone Dead, Covenant, Diary of Dreams, Diskonnekted, vs. Frank M. Spinath, (Seabound), Front 242, Grendel, Hocico, In Strict Confidence, Inkubus Sukkubus, Jacquy Bitch, Katzenjammer Kabarett, Kiew, Kirlian Camera, Kloq, Nitzer Ebb, Omnia, Project Pitchfork, Punish Yourself, Skeletal Family, Star Industry, The Breath of Life, This Morn, Trimetrick, O Quam Tristis
- 2008:

32 Crash, Absolute Body Control, Anne Clark, Cinema Strange, Clan of Xymox, Collection d'Arnell-Andrea, Combichrist, Das Ich, Din (a) tod, Dolls of Pain, Elusive, Empusae, Fields of the Nephilim, Fixmer/McCarthy, Garden of Delight, In Slaughter Natives, Jesus and the Gurus, Joy Disaster, Les Tambours du Bronx, Madre Del Vizio, Ordo Rosarius Equilibrio, Pressure Control, Psyche, Qntal, Reaper, SITD, Sonar, Spectra*Paris, Spetsnaz, Stin Scatzor, Suicide Commando, The Crüxshadows, The Neon Judgement, Trisomie 21, VNV Nation, De Volanges
- 2009:

KMFDM, And One, Blutengel, DAF, Diary of Dreams, Die Form, Diorama, Fabrik C, IC 434, Hedera Helix, Vomito Negro, Miss Construction, Noisuf X, Scary Bitches, Specimen, Welle:Erdball, XMH, Hocico, Apoptygma Berzerk, Gary Numan, IAMX, The Birthday Massacre
- 2010 (16/17/18 Juli):

Skinny Puppy, Alien Sex Fiend, VNV Nation, Front Line Assembly, Dive, Unheilig, Faith and the Muse, Nosferatu, Yelworc, Covenant, Erato, Star Industry, Umbra et Imago, Funker Vogt,...